# Тайландски босилек
Тайландски босилек е вид босилек, местен в Югоизточна Азия, който е култивиран, за да осигури отличителни черти. Широко използван в цяла Югоизточна Азия, вкусът му, описан като анасон и сладник и леко пикантен, е по-стабилен при високи или продължителни температури на готвене от този на обикновения босилек. Тайландският босилек има малки, тесни листа, лилави стъбла и розово-лилави цветове.

## Таксономия и номенклатура
Обикновеният босилек (Ocimum basilicum) има множество сортове и един от тях е тайландският босилек, O. basilicum var. thyrsiflora. Тайландският босилек понякога може да бъде наречен анасонов босилек или сладък корен от босилек, по отношение на неговия аромат и вкус, подобен на анасон и сладник, но той се различава от западните щамове, носещи същите тези имена.:с. 92
Понякога тайландският босилек може да се нарича канелен босилек, което е буквалното му наименование на виетнамски, но канеленият босилек обикновено се отнася до отделен сорт.
Името на рода Ocimum произлиза от гръцката дума, означаваща „да мириша“, което е подходящо за повечето членове на растението семейство Lamiaceae, известно още като семейство мента. С над 40 сорта босилек, това изобилие от аромати и цветове води до объркване при идентифицирането на конкретни сортове.
Три вида босилек често се използват в тайландската кухня.
- Тайландски босилек се използва широко в Югоизточна Азия и играе видна роля във виетнамската кухня. Това е сортът, който най-често се използва за азиатско готвене в западните кухни.
- Свещен босилек (O. tenuiflorum), който има пикантен, пиперлив, подобен на карамфил вкус, може да е босилекът, който тайландците обичат най-много.[2]:с. 93[5] Известен е още като тайландски свещен босилек или с индийското си име туласи или тулси; широко се използва в Индия за кулинарни, медицински и религиозни цели.
- Лимонов босилек (O. × citriodorum), както подсказва името му, има оттенък на лимон по аромат и вкус. Лимоновият босилек е най-рядко използваният вид босилек в Тайланд. Известен е още като тайландски лимонов босилек, в противоречие с друг сорт с име Mrs. Burns' Lemon.

## Описание
Тайландският босилек е здрав и компактен, нараства до 45 cm (1,48 ft) и има блестящи зелени, леко назъбени, тесни листа със сладък, подобен на анасон аромат и нотки на женско биле, заедно с лека пикантност, липсваща в обикновения босилек. Тайландският босилек има лилаво стъбло и подобно на други растения от семейството на ментата, стъблото е с квадратно сечение. Листата му са противоположни и се декусират. Както се подразбира от научното му наименование, тайландският босилек цъфти под формата на тирза. Съцветието е лилаво, а цветовете, когато са отворени, са розови.

## Култивиране
Тайландският босилек е многогодишно растение (при презимуване на закрито за умерения климатичен пояс), но обикновено се отглежда като едногодишно. Като тропическо растение, тайландският босилек е издръжлив само в много топъл климат, където няма шанс за измръзване. Обикновено е устойчива на USDA устойчивост на растения зона 10. Тайландският босилек, който може да се отглежда от семена или резници, изисква плодородна, добре дренираща се почва с рН в диапазона от 6,5 до 7,5 и 6 до 8 часа пряка слънчева светлина на ден. Цветовете трябва да се прищипват, за да се предотврати огорчаването на листата. Тайландският босилек може да се събира многократно, като се вземат по няколко листа наведнъж и трябва да се събира периодично, за да се насърчи повторното израстване.

## Кулинарни приложения
Тайландският босилек се използва широко в кухните на Югоизточна Азия, включително тайландската, виетнамската, лаоската и камбоджанската кухни. Листата на тайландския босилек са честа съставка в тайландските зелени и червени кърита, въпреки че в Тайланд босилекът, използван в пияна юфка и много ястия с пилешко, свинско и морски дарове, е свещеният босилек.:с. 178 На Запад обаче такива ястия обикновено съдържат тайландски босилек, който е много по-лесно достъпен от свещения босилек. Тайландският босилек също е важна съставка в много популярното тайванско ястие санбейджи (пиле с три чаши). Използван като подправка, чиния със сурови листа от тайландски босилек често се сервира като придружител на много виетнамски ястия, като phở (южен стил), bún bò Huế или bánh xèo, така че всеки човек може да подправя според вкуса си с листата с аромат на анасон.